# Meitantei Holmes
Meitantei Holmes (名探偵ホームズ, めいたんていホームズ) là một bộ anime lấy cảm hứng từ bộ tiểu thuyết Sherlock Holmes của Sir Arthur Conan Doyle chỉ có điều tất cả các nhân vật trong anime là những chú chó được nhân cách hóa. Cốt truyện lấy bối cảnh trong thời đại hơi nước nên các hình ảnh những cỗ máy viễn tưởng mang phong cách của những cỗ máy hơi nước của thế kỷ thứ 19 xuất hiện rất nhiều. Bộ anime này đã phát sóng từ năm 1984 đến năm 1985 tại Nhật Bản với 26 tập và phát hành VCD và HTV7 tại Việt Nam bởi hãng phim Phương Nam năm 1997 dưới dạng thuyết minh tiếng Việt.

## Tổng quan

### Nhân vật

#### Nhóm Holmes
Holmes (ホームズ)
Lồng tiếng bởi: Hirokawa Taichirō (TV), Shibata Teruhiko (phim)
Watson (ワトソン)
Lồng tiếng bởi: Tomita Kōsei
Hudson-fujin (ハドソン夫人)
Lồng tiếng bởi: Asagami Yōko (TV), Nobu Sawa Mieko (phim)

#### Băng Moriarty
Moriarty-kyōju (モリアーティ教授)
Lồng tiếng bởi: Ōtsuka Chikao
Smiley (スマイリー)
Lồng tiếng bởi: Senda Mitsuo (TV), Futamata Issei (phim)
Todd (トッド)
Lồng tiếng bởi: Masuoka Hiroshi (TV), Kimotsuki Kaneta (phim)

#### Cảnh sát
Lestrade (レストレード)
Lồng tiếng bởi: Iizuka Shōzō (TV), Genda Tesshō (phim)

## Thực hiện
Bộ anime là sự hợp tác của hãng phim Tokyo Movie Shinsha Nhật Bản và công ty phát thanh và truyền hình Ý RAI. Sáu tập đầu được đạo diễn bởi Miyazaki Hayao cho đến khi vấn đề nảy sinh với vấn đề với quyền sở hữu tí tuệ của Sir Arthur Conan Doyle nên việc sản xuất đã bị đình chỉ. Một thời gian sau khi vấn đề đã được giải quyết bộ anime tiếp tục được thực hiện nhưng với sự đạo diễn của Mikuriya Kyosuke do Miyazaki đang bận với các dự án khác.

## Truyền thông

### Anime
Bộ anime đã phát sóng từ ngày 06 tháng 11 năm 1984 đến ngày 20 tháng 5 năm 1985 tại Nhật Bản trên kênh TV Asahi với 26 tập. Geneon đã đang ký bản quyền phiên bản tiếng Anh để tiến hành phát hành tại thị trường Bắc Mỹ, Manga Entertainment thì đăng ký tại Anh, IDP Home Video Music đăng ký tại Pháp, APA International Film Distributors đăng ký tại Tây Ban Nha.
Tại Việt Nam, loạt bộ phim đã được phát sóng chiếu trên kênh HTV7 vào năm 1997.

### Phim anime
Một phim anime có tựa Meitantei Holmes Aoi Ruby no Maki / Kaitei no Zaihou no Maki (名探偵ホームズ 青い紅玉の巻/海底の財宝の巻) đã được thực hiện và công chiếu vào ngày 11 tháng 3 năm 1984 trước khi phát sóng bộ anime. Trên thực tế thì phim là tập hợp hai tập có cùng chủ đề trong bộ anime. Phim được hãng phim Phương Nam mua bản quyền và thuyết minh, phát hành VCD năm 1998.
Một phim anime khác có tựa Meitantei Holmes Mrs. Hudson Hitojichi Jiken no Maki / Dover Kaikyō no dai Kūchū-sen no Maki (名探偵ホームズ ミセス・ハドソン人質事件の巻/ドーバー海峡の大空中戦の巻) cũng đã được thực hiện và công chiếu vào ngày 02 tháng 8 năm 1986. Phim cũng là tập hợp hai tập có cùng chủ đề trong bộ anime.

### Âm nhạc
Bộ anime có hai bài hát chủ đề, một mở đầu và một kết thúc. Bài hát mở đầu của các tập là bài Sora Kara Koboreta Story (空からこぼれたStory) và bài kết thúc là bài Thames-gawa no Dance (テームズ河のDance). Miura Tokuko viết lời cho cả bài mở đầu và kết thúc, Sato Ken soạn nhạc cho bài mở đầu, Yamanaka Norimasa soạn nhạc cho bài kết thúc và Fukui Ryo sắp xếp lại cho cả hai bài và cả hai bài đều được trình bày bởi Da Capo. Tất cả nhạc nền trong bộ anime được soạn bởi Haneda Kentaro với một số bài dựa theo bài hát mở đầu và kết thúc. Album chứa các bản nhạc dùng trong bộ anime kể cả hai bài hát chủ đề đã phát hành vào ngày 25 tháng 6 năm 1985.
| Meitantei Holmes・Original・Soundtrack (名探偵ホームズ・オリジナル・サウンドトラック) | Meitantei Holmes・Original・Soundtrack (名探偵ホームズ・オリジナル・サウンドトラック)                               | Meitantei Holmes・Original・Soundtrack (名探偵ホームズ・オリジナル・サウンドトラック) |
| STT                                                                                   | Nhan đề | Thời lượng                                                                            |
| ------------------------------------------------------------------------------------- | --- | ------------------------------------------------------------------------------------- |
| 1.                                                                                    | "Sora Kara Koboreta Story (空からこぼれたStory)"                                                                    | 3:40                                                                                  |
| 2.                                                                                    | "Kiri no London (霧のロンドン)"                                                                                     | 1:45                                                                                  |
| 3.                                                                                    | "Minareta Machikadou (見慣れた街角)"                                                                                | 1:56                                                                                  |
| 4.                                                                                    | "Moriarty Kyouju (モリアーティ教授)"                                                                                | 1:56                                                                                  |
| 5.                                                                                    | "Harikiri・Boy (ハリキリ・ボーイ)"                                                                                  | 2:18                                                                                  |
| 6.                                                                                    | "Sora Kara Koboreta Story (instrumental) (空からこぼれたStory (インストルメンタル))"                                | 2:20                                                                                  |
| 7.                                                                                    | "Yuuhi ni Karada wo Somete (夕陽に身を染めて)"                                                                      | 2:52                                                                                  |
| 8.                                                                                    | "Thames-gawa no Dance (instrumental) (テームズ河のDance (インストルメンタル))"                                      | 3:03                                                                                  |
| 9.                                                                                    | "Kimi no Kokoro ni Tsutsumarete (君の心に包まれて)"                                                                 | 2:11                                                                                  |
| 10.                                                                                   | "Itsumo no Torimono (いつもの捕物)"                                                                                 | 2:24                                                                                  |
| 11.                                                                                   | "Aku no Onshou (悪の温床)"                                                                                          | 1:45                                                                                  |
| 12.                                                                                   | "Scotland Yard・Patrol Car (スコットランドヤード・パトカー)"                                                        | 2:23                                                                                  |
| 13.                                                                                   | "Crystal Memory (Thames-gawa no Dance instrumental) (クリスタル・メモリー (テームズ河のDance, インストルメンタル))" | 2:02                                                                                  |
| 14.                                                                                   | "Tegakari Sagashite Samayotte (手掛かり探してさまよって)"                                                           | 3:12                                                                                  |
| 15.                                                                                   | "Aozora ha Bokura no Sekai (青空はぼくらの世界)"                                                                    | 2:59                                                                                  |
| 16.                                                                                   | "Thames-gawa no Dance (テームズ河のDance)"                                                                          | 4:02                                                                                  |
| Tổng thời lượng:                                                                      | Tổng thời lượng: | 40:48                                                                                 |

Phim anime có bài hát chủ đề là bài hát kết thúc Bouken no Alibi (冒険のアリバイ) do Kuwana Haruko. Một album chứa các bản nhạc dùng trong loạt anime trong đó có bài hát chủ đề của phim đã phát hành vào ngày 25 tháng 7 năm 1990. Album chứa các bản nhạc dùng trong phim đã phát hành vào ngày 21 tháng 12 năm 1995. Một album chứa các phiên bản của các bản nhạc được trình bày với nhiều nhạc cụ khác nhau đã phát hành vào ngày 25 tháng 7 năm 2008.
| Meitantei Holmes・Collection (名探偵ホームズ・コレクション) | Meitantei Holmes・Collection (名探偵ホームズ・コレクション) | Meitantei Holmes・Collection (名探偵ホームズ・コレクション) |
| STT                                                         | Nhan đề | Thời lượng                                                  |
| ----------------------------------------------------------- | --- | ----------------------------------------------------------- |
| 1.                                                          | "Sora kara Koboreta Story (空からこぼれたStory)" | 3:41                                                        |
| 2.                                                          | "Moriarty Kyouju (モリアーティ教授)" | 2:59                                                        |
| 3.                                                          | "Harikiri・Boy (ハリキリ・ボーイ)" | 2:19                                                        |
| 4.                                                          | "Yuuhi-ni Karada wo Somete (夕日に身を染めて)" | 2:52                                                        |
| 5.                                                          | ""Moriarty Kyouju no Hanzaigaku Kouza": Drama-hen Dai-isshou - Bonjin wo Attoiwaseru UFO-teki Hanzai Shinrigaku (「モリアーティ教授の犯罪学講座」：ドラマ編 第一章・凡人をアッと言わせるUFO的犯罪心理学)"                                                         | 5:35                                                        |
| 6.                                                          | "Thames-gawa no Dance (テームズ河のDance)" | 4:01                                                        |
| 7.                                                          | "Good-bye Sweet Heart" | 4:28                                                        |
| 8.                                                          | "Aoi Kougyoku (青い紅玉)" | 2:26                                                        |
| 9.                                                          | "Ajito (アジト)" | 4:52                                                        |
| 10.                                                         | "Hikousen (飛行船)" | 2:24                                                        |
| 11.                                                         | ""Moriarty Kyouju no Hanzaigaku Kouza (Dainibu - Jissen Butou-hen)": Drama-hen Dai-isshou - Scotland Yard wo Karakau Hanzai Koukuurikigaku (「モリアーティ教授の犯罪学講座（第二部・実践武闘編）」：ドラマ編 第一章・スコットランドヤードをからかう犯罪航空力学)" | 3:38                                                        |
| 12.                                                         | "Bouken no Alibi (冒険のアリバイ)" | 4:03                                                        |
| Tổng thời lượng:                                            | Tổng thời lượng: | 43:18                                                       |

| Meitantei Holmes・Eiga-ban (名探偵ホームズ・映画版) | Meitantei Holmes・Eiga-ban (名探偵ホームズ・映画版) | Meitantei Holmes・Eiga-ban (名探偵ホームズ・映画版) |
| STT                                                 | Nhan đề                                             | Thời lượng                                          |
| --------------------------------------------------- | --------------------------------------------------- | --------------------------------------------------- |
| 1.                                                  | "Prologue"                                          | 1:24                                                |
| 2.                                                  | "Act 1"                                             | 2:37                                                |
| 3.                                                  | "Aoi Ruby (青い紅玉)"                               | 2:26                                                |
| 4.                                                  | "Act 2"                                             | 1:56                                                |
| 5.                                                  | "Agit (アジト)"                                     | 4:51                                                |
| 6.                                                  | "Bansan ~ Tsuiseki (晩餐～追跡)"                    | 4:19                                                |
| 7.                                                  | "Good-bye・Sweet Heart (グッドバイ・スウィート)"    | 4:27                                                |
| 8.                                                  | "Kaitei no Zaihou (海底の財宝)"                     | 3:06                                                |
| 9.                                                  | "Hottan (発端)"                                     | 1:01                                                |
| 10.                                                 | "Senkan (戦艦)"                                     | 2:06                                                |
| 11.                                                 | "Hikousen (飛行機)"                                 | 2:23                                                |
| 12.                                                 | "Senkoutei (潜航艇)"                                | 2:26                                                |
| 13.                                                 | "Shuukyoku ~ Epilogue (終局～Epilogue)"             | 4:02                                                |
| 14.                                                 | "Bouken no Alibi (冒険のアリバイ)"                  | 4:05                                                |
| Tổng thời lượng:                                    | Tổng thời lượng:                                    | 41:09                                               |

| Meitantei Holmes Original Soundtrack Soushuuban (名探偵ホームズ オリジナルサウンドトラック総集盤) | Meitantei Holmes Original Soundtrack Soushuuban (名探偵ホームズ オリジナルサウンドトラック総集盤) | Meitantei Holmes Original Soundtrack Soushuuban (名探偵ホームズ オリジナルサウンドトラック総集盤) |
| STT                                                                                               | Nhan đề                                                                                           | Thời lượng                                                                                        |
| ------------------------------------------------------------------------------------------------- | ------------------------------------------------------------------------------------------------- | ------------------------------------------------------------------------------------------------- |
| 1.                                                                                                | "OP "Sora Kara Kobareta Story" Full Version (OP「空からこぼれたストーリー」フルバージョン)"       | 3:44                                                                                              |
| 2.                                                                                                | "OP "Sora Kara Kobareta Story" TV Version (OP「空からこぼれたストーリー」TVサイズ)"               | 1:36                                                                                              |
| 3.                                                                                                | "ED "Thames-gawa no Dance" Full Version (ED「テムズ川のダンス」フルバージョン)"                   | 4:04                                                                                              |
| 4.                                                                                                | "ED "Thames-gawa no Dance" TV Version (ED「テムズ川のダンス」TVサイズ)"                           | 1:20                                                                                              |
| 5.                                                                                                | "OP Arrangement ~ Comical (OPアレンジ～コミカル)"                                                 | 2:14                                                                                              |
| 6.                                                                                                | "OP Arrangement ~ Slow, Harmonica (OPアレンジ～スロー、ハーモニカ)"                               | 2:55                                                                                              |
| 7.                                                                                                | "ED Arrangement ~ Orchestra (EDアレンジ～オーケストラ)"                                           | 3:02                                                                                              |
| 8.                                                                                                | "ED Arrangement ~ Slow (EDアレンジ～スロー)"                                                      | 2:04                                                                                              |
| 9.                                                                                                | "Slow ~ Oboe, Bagpipes (スロー～オーボエ、バグパイプ)"                                            | 1:46                                                                                              |
| 10.                                                                                               | "Slow ~ Strings (スロー～ストリングス)"                                                           | 2:11                                                                                              |
| 11.                                                                                               | "Sawayaka ~ Middle Tempo (さわやか～ミドルテンポ)"                                                | 1:57                                                                                              |
| 12.                                                                                               | "Slow ~ Jazz, Harmonica (スロー～ジャズ、ハーモニカ)"                                             | 2:52                                                                                              |
| 13.                                                                                               | "Sawayaka ~ Piccolo (さわやか～ピッコロ)"                                                         | 1:49                                                                                              |
| 14.                                                                                               | "ED Arrangement ~ Up Tempo, Horn (EDアレンジ～アップテンポ、ホーン)"                              | 2:18                                                                                              |
| 15.                                                                                               | "ED Arrangement - Pizzicato, Slow・Jazz (EDアレンジ～ピチカート、スロー・ジャズ)"                 | 2:10                                                                                              |
| 16.                                                                                               | "Suspense ~ Slow (サスペンス～スロー)"                                                            | 1:29                                                                                              |
| 17.                                                                                               | "Yuudai March (雄大マーチ)"                                                                       | 0:44                                                                                              |
| 18.                                                                                               | "Suspense ~ Medium・Tempo (サスペンス～ミディアム・テンポ)"                                       | 2:22                                                                                              |
| 19.                                                                                               | "Comical ~ Up Tempo (コミカル～アップテンポ)"                                                     | 2:24                                                                                              |
| 20.                                                                                               | "Sawayaka ~ Marimba (さわやか～マリンバ)"                                                         | 2:52                                                                                              |
| 21.                                                                                               | "Glockenspiel ~ Up Tempo (グロッケン～アップテンポ)"                                              | 2:58                                                                                              |
| 22.                                                                                               | "Slow ~ Minor・Accordian (スロー～マイナー・アコーディオン)"                                      | 2:33                                                                                              |
| 23.                                                                                               | "Sawayaka ~ Clarinet (さわやか～クラリネット)"                                                    | 3:06                                                                                              |
| 24.                                                                                               | "Fanfare (ファンファーレ)"                                                                        | 0:49                                                                                              |
| 25.                                                                                               | "Suspense ~ Band (サスペンス～バンド)"                                                            | 2:15                                                                                              |
| 26.                                                                                               | "Suspense ~ Chopper, Pianica (サスペンス～チョッパー、ピアニカ)"                                  | 3:11                                                                                              |
| 27.                                                                                               | "Walking Bass・Jazz (ウォーキングベース・ジャズ)"                                                 | 3:30                                                                                              |
| 28.                                                                                               | "Suspense ~ Saxophone (サスペンス～サックス)"                                                     | 2:35                                                                                              |
| 29.                                                                                               | "Slow ~ Major・Strings (スロー～メジャー・ストリングス)"                                          | 0:50                                                                                              |
| 30.                                                                                               | "Slow ~ Cembalo, Oboe (スロー～チェンバロ、オーボエ)"                                             | 2:01                                                                                              |
| Tổng thời lượng:                                                                                  | Tổng thời lượng:                                                                                  | 1:09:41                                                                                           |